# リボン (アルバム)
『リボン』は、日本のフォークデュオ・遊吟が2013年8月10日にミュージアからリリースした3枚目のオリジナル・フルアルバムである。

## 内容
前作『ハリねずみ』から2年ぶり、オリジナルアルバムとしては『ライン』から5年ぶりとなる作品。
メジャーからインディーズに戻って発売された。また、収録曲数は自身最多の13曲入りとなっている。

## 収録曲
1. リボン
2. believe
3. desire
4. 甘い紅茶
5. アルバム
6. 自分ライフ
7. パンドラ
8. Go!travel
9. ステージ
10. ちっぽけ
11. ダラズの道
12. 手紙
13. 光のリズム